# سكوت ك. فيرغوس
سكوت ك. فيرغوس (بالإنجليزية: Scott C. Fergus)‏ هو سياسي أمريكي، ولد في 27 يناير 1955. حزبياً، نشط في الحزب الديمقراطي. وقد انتخب عضو جمعية ولاية ويسكونسن.